# Estación de Zona Universitaria
Zona Universitaria (Zona Universitària en catalán) es una estación de las líneas 3 y 9 del Metro de Barcelona.
La estación está situada debajo de la avenida Diagonal, entre la calle González Tablas y la avenida Doctor Marañón, en el distrito de Les Corts de Barcelona, en la llamada Zona Universitaria.
La estación se inauguró en 1975 con el nombre de Zona Universitaria, hasta que en 1982, con la reorganización de los números de líneas y los cambios de nombre de las estaciones, se catalanizó el nombre. Desde su apertura es la cabecera de la línea 3, si bien al principio estaba en la Línea IIIB por diferencias de tensión que no permitían la explotación conjunta de toda la línea.
El 12 de febrero de 2016 se inauguró el tramo sur de la línea 9, siendo esta la estación terminal de la línea hasta su futura ampliación conectando con el tramo norte. El tramo sur de la línea 10 del Metro de Barcelona no puede llegar hasta Zona Universitaria, sino solo hasta Collblanc, debido a la vía única entre Collblanc y Zona Universitaria.
| << cabecera       | < estación                           | línea                  | estación >   | cabecera >>    |
| ----------------- | ------------------------------------ | ---------------------- | ------------ | -------------- |
| Metro             |                                      |                        |              |                |
| terminal          | terminal                             |                        | Palacio Real | Trinidad Nueva |
| Sant Feliu (2040) | Finestrelles-San Juan de Dios (2030) |                        | Palacio Real | Trinidad Nueva |
| Aeropuerto T1     | Collblanc Camp Nou                   |                        | terminal     | terminal       |
| Aeropuerto T1     | Collblanc Camp Nou                   | Campus Norte (2028/29) | Can Zam      |                |
| Pratenc (20??)    | Camp Nou (20??)                      | Campus Norte (2028/29) |              | Gorg           |